# Frankrijk op de Paralympische Winterspelen 2014
Frankrijk was een van de landen die deelnam aan de Paralympische Winterspelen 2014 in Sotsji, Rusland.

## Medailleoverzicht
| Sport       | Paralympiër                        | Onderdeel                   | Medaille |
| ----------- | ---------------------------------- | --------------------------- | -------- |
| Alpineskiën | Marie Bochet                       | Afdaling, staand (v)        | Goud     |
| Alpineskiën | Marie Bochet                       | Super G, staand (v)         | Goud     |
| Alpineskiën | Marie Bochet                       | Supercombinatie, staand (v) | Goud     |
| Alpineskiën | Marie Bochet                       | Reuzenslalom, staand (v)    | Goud     |
| Alpineskiën | Vincent Gauthier-Manuel            | Reuzenslalom, staand (m)    | Goud     |
|             |                                    |                             |          |
| Alpineskiën | Vincent Gauthier-Manuel            | Slalom, staand (m)          | Zilver   |
| Alpineskiën | Solene Jambaque                    | Super G, staand (v)         | Zilver   |
| Snowboarden | Cecile Hernandez-Cervellon         | Snowboardcross (v)          | Zilver   |
|             |                                    |                             |          |
| Alpineskiën | Vincent Gauthier-Manuel            | Afdaling, staand (m)        | Brons    |
| Alpineskiën | Solene Jambaque                    | Reuzenslalom, staand (v)    | Brons    |
| Langlaufen  | Thomas Clarion Gids: Julien Bourla | 10 km, visueel beperkt (m)  | Brons    |
| Langlaufen  | Team                               | 4 x 2.5 km, estafette open  | Brons    |

## Deelnemers en resultaten
(m) = mannen, (v) = vrouwen 

### Alpineskiën
| Paralympiër             | Onderdeel                    | Resultaat | Prestatie         |
| ----------------------- | ---------------------------- | --------- | ----------------- |
| Cedric Amafroi-Broisat  | Super G, staand (m)          | 10e       | 1:25.58           |
| Cedric Amafroi-Broisat  | Slalom, staand (m)           | DSQ       | Gediskwalificeerd |
| Cedric Amafroi-Broisat  | Supercombinatie, staand (m)  | 6e        | 2:13.24           |
| Cedric Amafroi-Broisat  | Reuzenslalom, staand (m)     | DNF       | Niet gefinisht    |
| Fredric Francois        | Afdaling, zittend (m)        | DNF       | Niet gefinisht    |
| Fredric Francois        | Super G, zittend (m)         | 5e        | 1:25.07           |
| Fredric Francois        | Slalom, zittend (m)          | 10e       | 2:05.15           |
| Fredric Francois        | Supercombinatie, zittend (m) | DNF       | Niet gefinisht    |
| Fredric Francois        | Reuzenslalom, zittend (m)    | 5e        | 2:34.97           |
| Vincent Gauthier-Manuel | Afdaling, staand (m)         | Brons     | 1:25.30           |
| Vincent Gauthier-Manuel | Super G, staand (m)          | 4e        | 1:22.59           |
| Vincent Gauthier-Manuel | Slalom, staand (m)           | Zilver    | 1:40.24           |
| Vincent Gauthier-Manuel | Supercombinatie, staand (m)  | DNF       | Niet gefinisht    |
| Vincent Gauthier-Manuel | Reuzenslalom, staand (m)     | Goud      | 2:25.87           |
| Jean Yves Le Meur       | Slalom, zittend (m)          | DNF       | Niet gefinisht    |
| Jean Yves Le Meur       | Reuzenslalom, zittend (m)    | 9e        | 2:37.47           |
| Cyril More              | Afdaling, zittend (m)        | DNF       | Niet gefinisht    |
| Cyril More              | Super G, zittend (m)         | DNF       | Niet gefinisht    |
| Cyril More              | Slalom, zittend (m)          | 6e        | 1:59.58           |
| Cyril More              | Supercombinatie, zittend (m) | DNF       | Niet gefinisht    |
| Cyril More              | Reuzenslalom, zittend (m)    | 11e       | 2:40.86           |
| Romain Riboud           | Afdaling, staand (m)         | 12e       | 1:29.20           |
| Romain Riboud           | Super G, staand (m)          | 6e        | 1:24.66           |
| Romain Riboud           | Slalom, staand (m)           | DNF       | Niet gefinisht    |
| Romain Riboud           | Supercombinatie, staand (m)  | DNF       | Niet gefinisht    |
| Romain Riboud           | Reuzenslalom, staand (m)     | 8e        | 2:37.46           |
| Yohann Taberlet         | Afdaling, zittend (m)        | 7e        | 1:26.61           |
| Yohann Taberlet         | Super G, zittend (m)         | DNF       | Niet gefinisht    |
| Yohann Taberlet         | Slalom, zittend (m)          | 5e        | 1:57.80           |
| Yohann Taberlet         | Supercombinatie, zittend (m) | DNF       | Niet gefinisht    |
| Yohann Taberlet         | Reuzenslalom, zittend (m)    | 4e        | 2:34.90           |
|                         |                              |           |                   |
| Marie Bochet            | Afdaling, staand (v)         | Goud      | 1:30.72           |
| Marie Bochet            | Super G, staand (v)          | Goud      | 1:24.20           |
| Marie Bochet            | Slalom, staand (v)           | DNF       | Niet gefinisht    |
| Marie Bochet            | Supercombinatie, staand (v)  | Goud      | 2:18.39           |
| Marie Bochet            | Reuzenslalom, staand (v)     | Goud      | 2:38.84           |
| Solene Jambaque         | Afdaling, staand (v)         | 4e        | 1:34.88           |
| Solene Jambaque         | Super G, staand (v)          | Zilver    | 1:26.20           |
| Solene Jambaque         | Supercombinatie, staand (v)  | DSQ       | Gediskwalificeerd |
| Solene Jambaque         | Reuzenslalom, staand (v)     | Brons     | 2:46.81           |

### Biatlon
| Paralympiër                        | Onderdeel                   | Resultaat | Prestatie |
| ---------------------------------- | --------------------------- | --------- | --------- |
| Thomas Clarion Gids: Julien Bourla | 7.5 km, visueel beperkt (m) | 15e       | 26:09.7   |
| Benjamin Daviet                    | 7.5 km, staand (m)          | 7e        | 19:32.5   |
| Benjamin Daviet                    | 12.5 km, staand (m)         | 9e        | 32:00.8   |
| Romain Rosique                     | 7.5 km, zittend (m)         | 16e       | 24:28.2   |
| Romain Rosique                     | 15 km, zittend (m)          | 14e       | 49:20.7   |

### Langlaufen
| Paralympiër                                        | Onderdeel                        | Resultaat | Prestatie    |
| -------------------------------------------------- | -------------------------------- | --------- | ------------ |
| Thomas Clarion Gids: Julien Bourla                 | 1 km sprint, visueel beperkt (m) | 10e       | Kwalificatie |
| Thomas Clarion Gids: Julien Bourla                 | 10 km, visueel beperkt (m)       | Brons     | 24:14.9      |
| Benjamin Daviet                                    | 1 km sprint, staand (m)          | 7e        | Halve finale |
| Benjamin Daviet                                    | 10 km, staand (m)                | 8e        | 25:08.2      |
| Romain Rosique                                     | 1 km sprint, zittend (m)         | 22e       | Kwalificatie |
| Romain Rosique                                     | 10 km, zittend (m)               | 13e       | 33:51.7      |
|                                                    |                                  |           |              |
| Thomas Clarion Gids: Julien Bourla Benjamin Daviet | 4 x 2.5 km, estafette open       | Brons     | 25:30.3      |

### Snowboarden
| Paralympiër                | Onderdeel          | Resultaat | Prestatie |
| -------------------------- | ------------------ | --------- | --------- |
| Patrice Barattero          | Snowboardcross (m) | 16e       | 2:04.60   |
|                            |                    |           |           |
| Cecile Hernandez-Cervellon | Snowboardcross (v) | Zilver    | 2:07.31   |